# Disphragis aconthea
Disphragis aconthea är en fjärilsart som beskrevs av Druce 1898. Disphragis aconthea ingår i släktet Disphragis och familjen tandspinnare. Inga underarter finns listade i Catalogue of Life.